# Medalha de Ouro Lomonossov

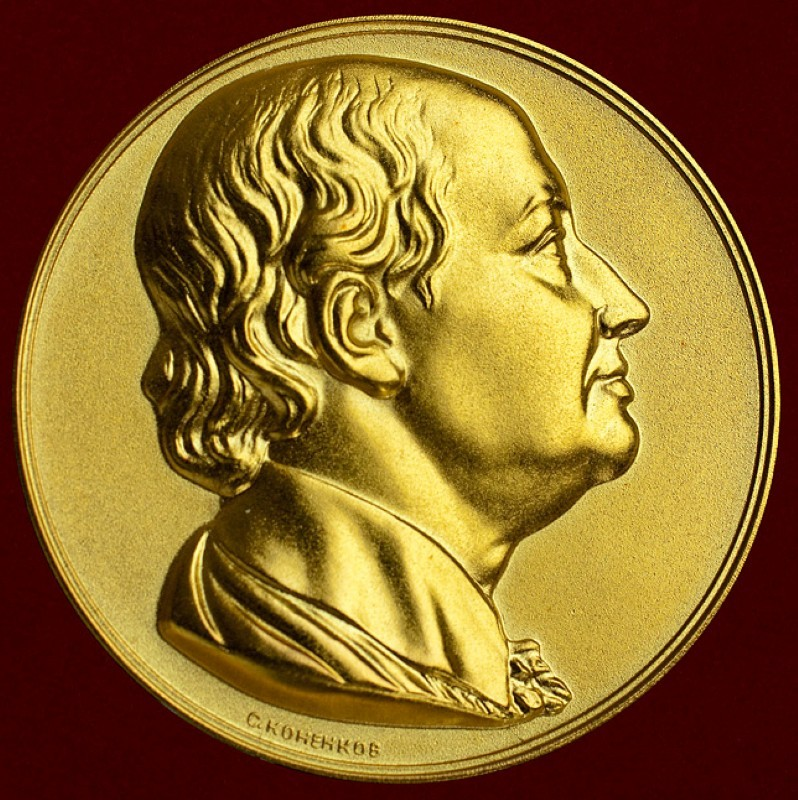
A Medalha de Ouro Lomonossov

A Medalha de Ouro Lomonossov é assim denominada em comemoração do cientista russo Mikhail Lomonossov. É concedida pela Academia de Ciências da Rússia quase todo ano, desde 1959, a um cientista russo e a um estrangeiro, por realizações científicas.

## Agraciados
- 1959 - Pyotr Kapitsa
- 1961 - Alexander Nesmeyanov
- 1963 - Shin'ichiro Tomonaga e Hideki Yukawa
- 1964 - Howard Florey
- 1965 - Nikolai Belov
- 1967 - Igor Yevgenyevich Tamm e Cecil Frank Powell
- 1968 - Vladimir Engelgardt e István Rusznyák
- 1969 - Nikolay Semyonov e Giulio Natta
- 1970 - Ivan Vinogradov e Arnaud Denjoy
- 1971 - Viktor Ambartsumian e Hannes Alfvén
- 1972 - Nikolai Muskhelishvili e Max Steenbeck
- 1973 - Alexander Pavlovich Vinogradov e Vladimír Zoubek
- 1974 - Alexander Tselikov e Angel Balevski
- 1975 - Mstislav Keldysh e Maurice Roy
- 1976 - Semyon Volfkovich e Herman Klare
- 1977 - Mikhail Lavrentyev e Linus Pauling
- 1978 - Anatoly Alexandrov e Alexander Todd
- 1979 - Aleksandr Oparin e Béla Szőkefalvi-Nagy
- 1980 - Borys Paton e Jaroslav Kožešník
- 1981 - Vladimir Kotelnikov e Pavle Savich
- 1982 - Juliï Borisovich Khariton e Dorothy Crowfoot Hodgkin
- 1983 - Andrei Kursanov e Abdus Salam
- 1984 - Nikolay Bogolyubov e Rudolf Ludwig Mössbauer
- 1985 - Mikhail Sadovsky e Guillermo Haro
- 1986 - Svyatoslav Fyodorov e Josef Řiman
- 1987 - Aleksandr Mikhailovich Prokhorov e John Bardeen
- 1988 - Sergei Sobolev e Jean Leray
- 1989 - Nicolay Gennadiyevich Basov e Hans Bethe
- 1993 - Dmitry Likhachov e John Kenneth Galbraith
- 1994 - Nikolai Kochetkov e James Watson
- 1995 - Vitaly Ginzburg e Anatole Abragam
- 1996 - Nikolai Nikolaevich Krasovsky e Friedrich Hirzebruch
- 1997 - Boris Sokolov e Frank Press
- 1998 - Alexander Soljenítsin e Yosikazu Nakamura
- 1999 - Valentin Yanin e Michael Müller-Wille
- 2000 - Andrei Viktorovich Gaponov-Grekhov  e Charles Hard Townes
- 2001 - Alexander Spirin e Alexander Rich
- 2002 - Olga Ladyzhenskaya e Lennart Carleson
- 2003 - Yevgeniy Chazov e Michael DeBakey
- 2004 - Gury Marchuk e Edward Lorenz
- 2005 - Yuri Osipyan e Peter Hirsch
- 2006 - Nikolay Pavlovich Laverov  e Rodney Charles Ewing
- 2007 - Andrey Zaliznyak e Simon Franklin
- 2008 - Yevgeny Primakov e Hélène Carrère d'Encausse
- 2009 - Vadim Tikhonovich Ivanov e Ryōji Noyori
- 2010 - Spartak Timofeevich Belyaev e Gerardus 't Hooft
- 2011 - Vladimir Alexandrovich Tartakovsky e Roald Hoffmann
- 2012 - Gleb Vsevolodovich Dobrovolsky e Richard Warren Arnold
- 2013 - Ludvig Faddeev e Peter Lax
- 2014 - Anatoly Derevyanko e Svante Pääbo
- 2015 - Leonid Keldysch e Paul Corkum
- 2016 - Dmitri Georgewitsch Knorre e Sidney Altman
- 2017 - Yuri Oganessian e Björn Jonson
- 2018 - Josef Gitelson e Martin Chalfie
- 2019 - Georgy Golitsyn e Paul Crutzen[1]
- 2020 - Sergei Novikov e John Milnor[2]